# Arraya de Oca
Arraya de Oca è un comune spagnolo di 47 abitanti situato nella comunità autonoma di Castiglia e León.